# Старр (округ)
Округ Старр (англ. Starr) — округ штата Техас Соединённых Штатов Америки. На 2000 год в нем проживало 53 597 человек. По оценке бюро переписи населения США в 2009 году население округа составляло 62 671 человек. Окружным центром является город Рио-Гранде-Сити.

## История
Округ Старр был сформирован в 1848 году. Он был назван в честь Джеймса Харпера Старра, казначея Республики Техас.

## География
По данным бюро переписи населения США площадь округа Смит составляет 3184 км², из которых 3168 км² — суша, а 16 км² — водная поверхность (0,51 %).

### Основные шоссе
- Шоссе 83

### Соседние округа и муниципалитеты
- Джим-Хогг  (север)
- Брукс  (северо-восток)
- Хидалго  (восток)
- Запата  (запад)
- Камарго, Мексика  (юг)
- Герреро, Мексика (юго-запад)
- Густаво-Диас-Ордас, Мексика  (юг)
- Мьер, Мексика  (юго-запад)
- Мигель-Алеман, Мексика  (юго-запад)